# Hòa Khánh, Cái Bè
Hòa Khánh là một xã thuộc huyện Cái Bè, tỉnh Tiền Giang, Việt Nam.

## Địa lý
Phía bắc xã tiếp giáp một đoạn với xã Hậu Mỹ Trinh. Phía tây theo trình tự từ bắc xuống nam là các xã Thiện Trung, Thiện Trí, Mỹ Đức Đông. Phía đông theo trình tự từ bắc xuống nam là các xã Hậu Mỹ Phú, Hậu Thành, Đông Hòa Hiệp, thị trấn Cái Bè. Bờ nam xã là sông Tiền.
Các kênh, rạch chảy qua xã gồm: kênh Cầu Cống, kênh Cây Tràm, kênh Cứu Khổ, rạch A Rặt, rạch Bà Giang, rạch Bà Hợp, rạch Cây Da, rạch Chùa, rạch Đập Lớn, rạch Đất Sét, rạch Đường Chùa, rạch Ông Tà. Sông lớn nhất là sông Trà Lọt.

## Hành chính
Xã có diện tích 23,96 km², dân số năm 1999 là 18.007 người, mật độ dân số đạt 752 người/km².
Xã Hòa Khánh được chia thành 7 ấp: Hòa Điền, Hòa Hảo, Hòa Lược, Hòa Phú, Hòa Phúc, Hòa Quý, Khu Phố.

## Kinh tế – Xã hội
Xã Hòa Khánh có Quốc lộ 1 chạy qua theo hướng tây – đông cắt đôi xã thành hai phần bắc – nam. Phần phía nam xã có huyện lộ 23A chạy thẳng về chợ Cái Thia bên bờ sông Tiền, phần phía bắc xã có một đoạn tỉnh lộ 863. Sông lớn nhất là sông Trà Lọt (rạch Trà Lọt) chảy từ bắc xuống nam gần như cắt đôi xã thành hai phần tây – đông, đoạn cắt qua Quốc lộ 1 có cầu Trà Lọt, sông chảy dần ra sông Tiền, ngay cửa sông là cầu Vàm Trà Lọt, thay thế cho phà Đồng Phú cũ, nối liền đường Dọc sông Tiền và đường Xẻo Mây (đoạn đầu của tỉnh lộ 864 ở phía tây), được hoàn thành xây dựng năm 2020 cầu có chiều dài 181m, gồm 7 nhịp, chiều rộng 10m, đường vào cầu dài 521m là một trong những cây cầu lớn nhất xã. Ở phần phía nam xã, dọc phía tây sông Trà Lọt là huyện lộ 75, dọc phía đông là đường đan lớn tên là Lộ Bờ Khu, sát hai bên bờ sông còn có hai lộ đan khác, hiện tại bị hư hỏng do sạt lở bờ sông.
Kinh tế chủ yếu của xã là nông nghiệp, trồng chuyên canh cây ăn trái. Vùng canh tác nhiều loại cây ăn trái, chủ yếu là mít, sầu riêng, và ổi, xoài, dừa, chuối, hồng xiêm, mận hậu, nhãn, vú sữa,...
Thương mại và dịch vụ cũng khá phát triển. Chợ Hòa Khánh nằm ở chính giữa xã, ngay trên Quốc lộ 1, là một trong những khu chợ sầm uất nhất của huyện Cái Bè. Gần sát ngay chợ về hướng tây là khu công nghiệp Nam Hòa Khánh. Ở đông nam của xã gần sát với thị trấn Cái Bè là Khu du lịch sinh thái nghỉ dưỡng Mekong Riverside nằm ngay cạnh sông Tiền, có đường Xẻo Mây chạy qua đây.

## Văn hóa – Lịch sử
Về di tích lịch sử thì có cổ miếu Hà Dương Thủy thần (hay còn gọi là miếu ông Sóng hay miếu Cậu) có từ thế kỷ 17, nằm ngay bờ sông Tiền, thuộc ấp Hòa Lược, vị trí từ cầu Vàm Trà Lọt chạy vào đường rẽ ra sông Tiền khoảng 1 km, cổ miếu có 2 lệ cúng vào ngày 22, 23-3 và mồng 9, 10-12 âm lịch hằng năm, thu hút đông đảo người dân đặc biệt là chủ ghe thuyền các nơi về cúng vái. Nhà cổ nổi tiếng thì có nhà cổ của ông Trần Quang Mẫn xây vào năm 1860, thuộc ấp Hòa Phúc. Đền thờ và mộ cổ nội tổ của Lê Văn Duyệt lập vào năm 1814, thuộc ấp Hòa Quý. Đình Hòa Khánh nằm tại ấp Hòa Phúc là di tích cấp tỉnh về kiến trúc nghệ thuật.

## Ảnh

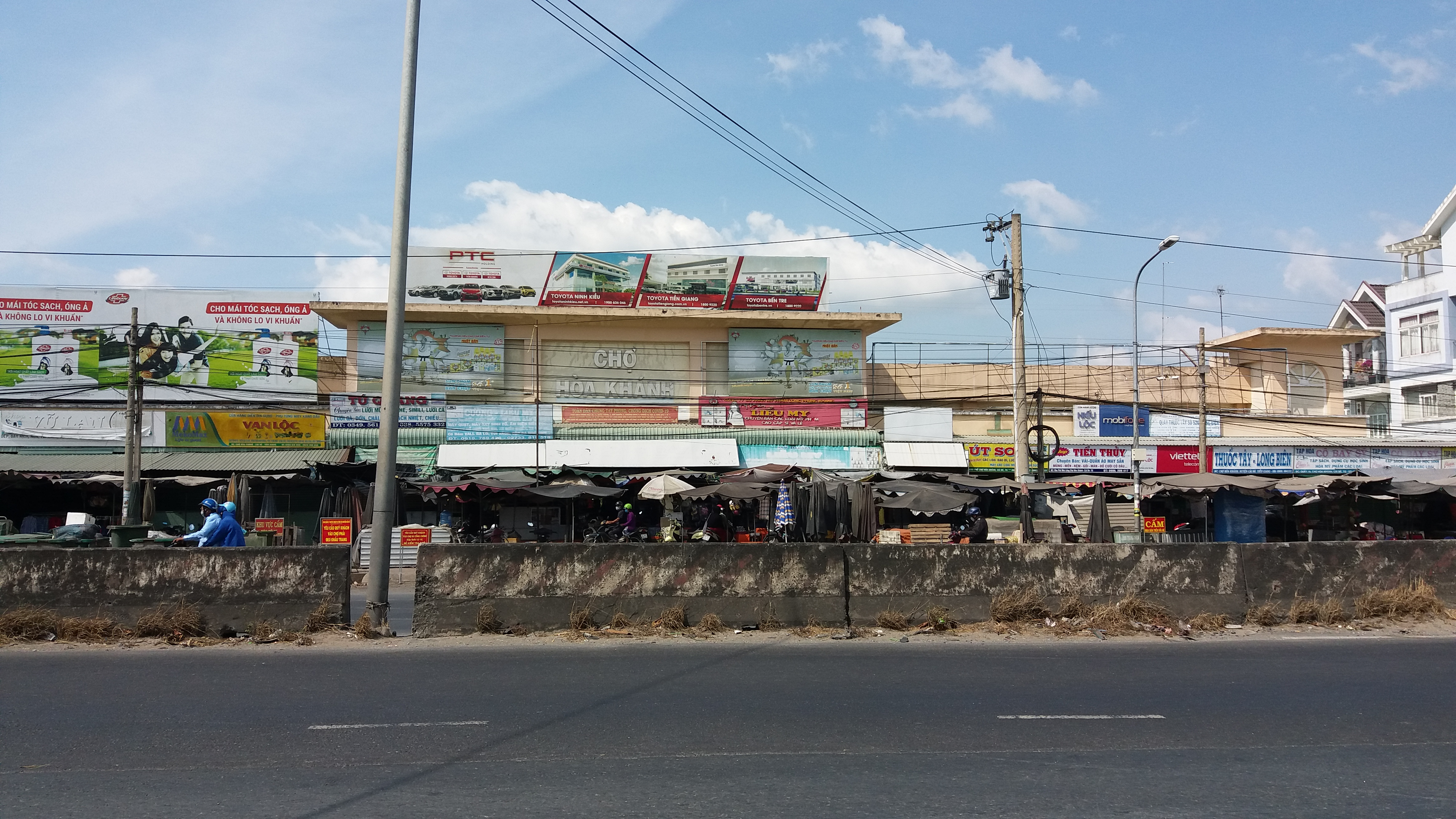
chợ Hòa Khánh.
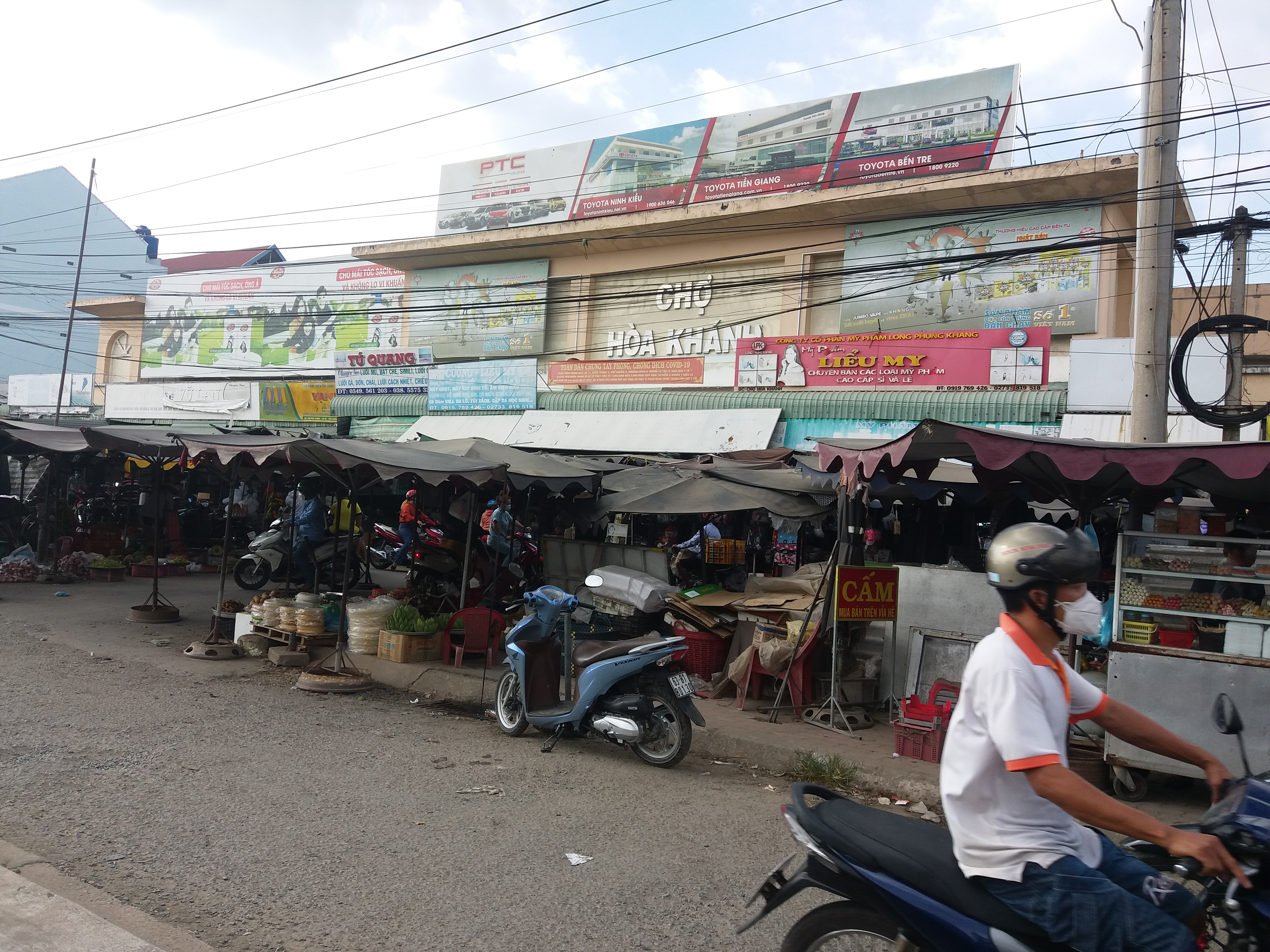
chợ Hòa Khánh.
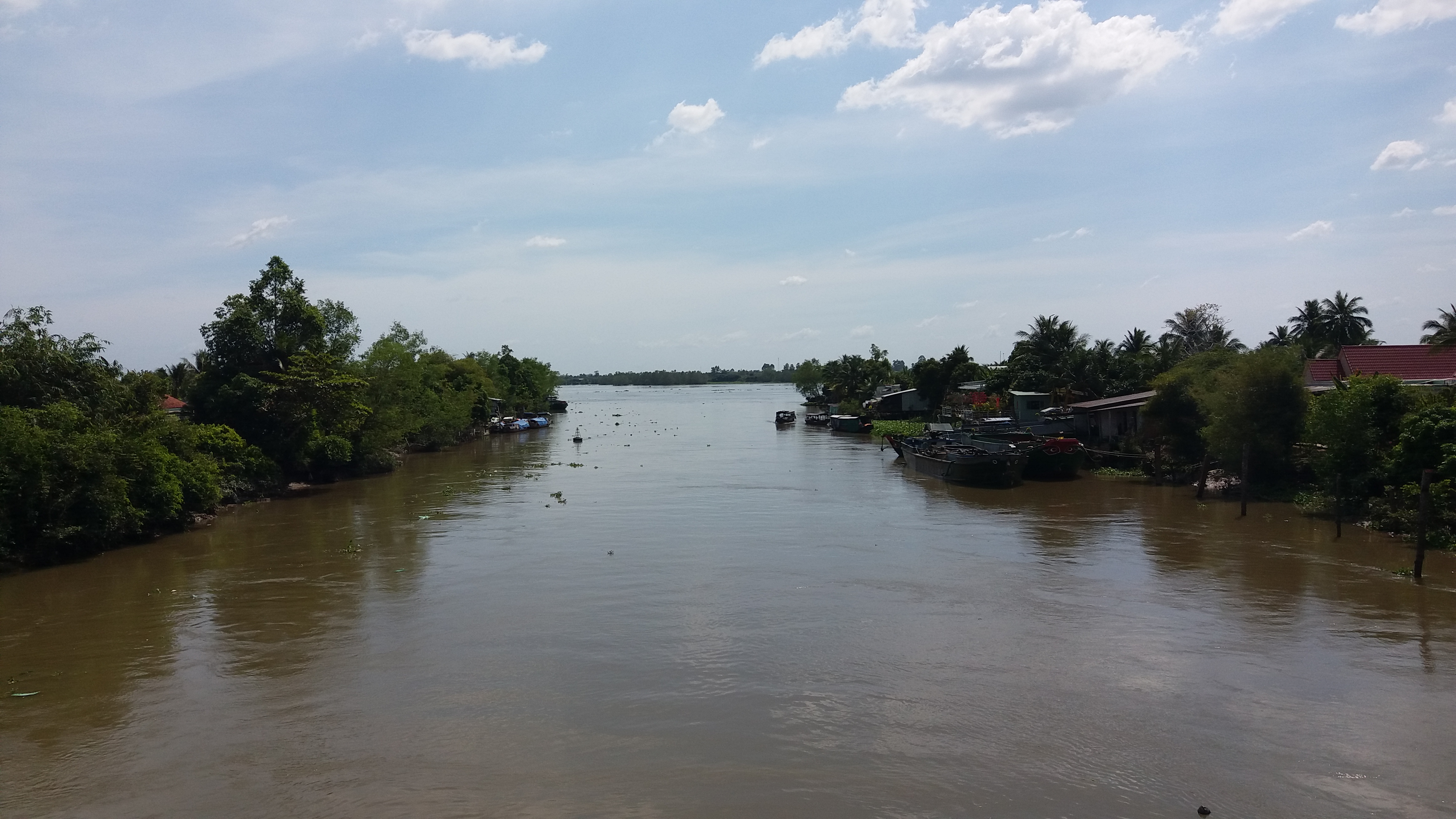
sông Trà Lọt, cửa sông nhìn ra sông Tiền.
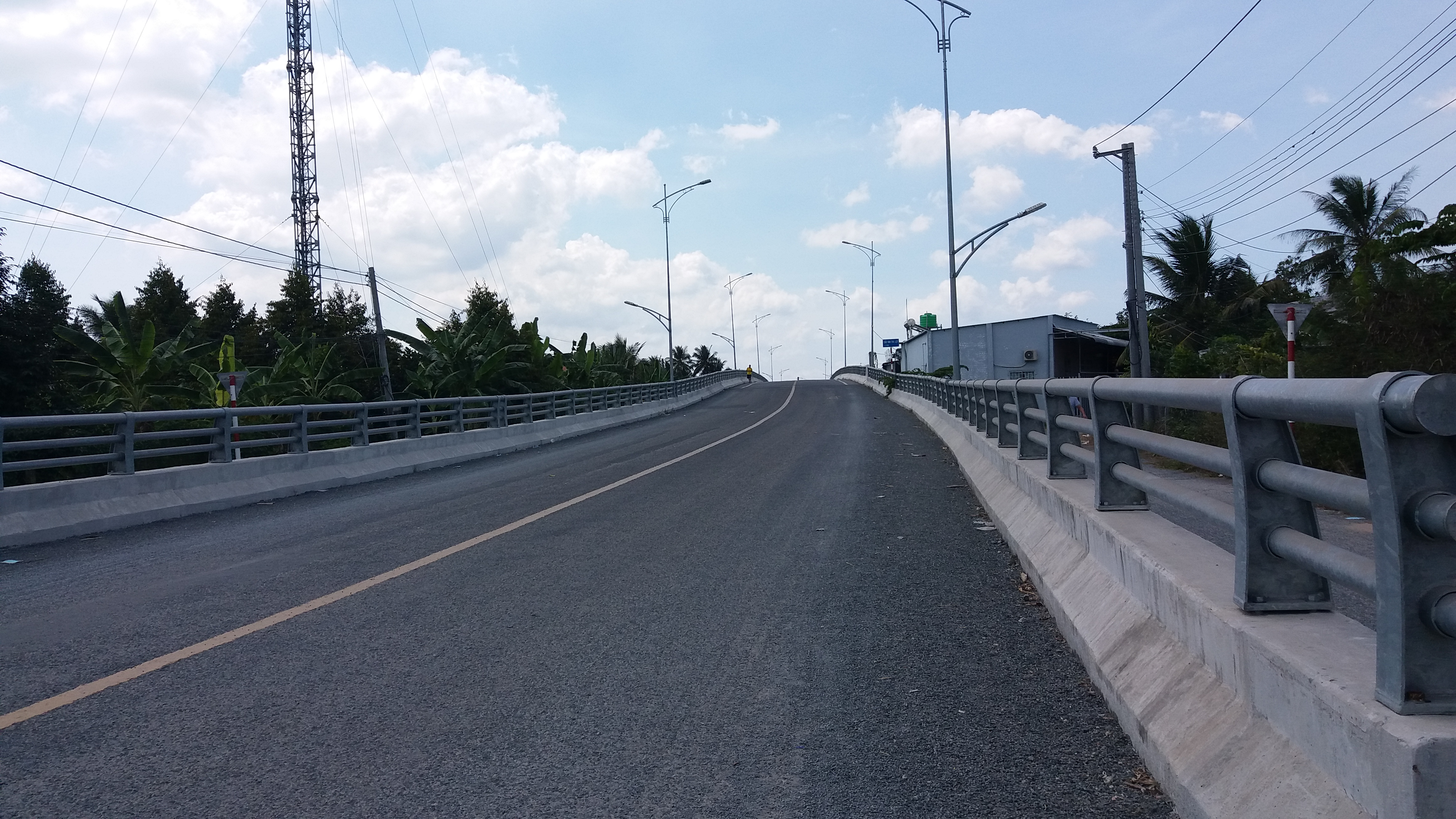
cầu Trà Lọt.
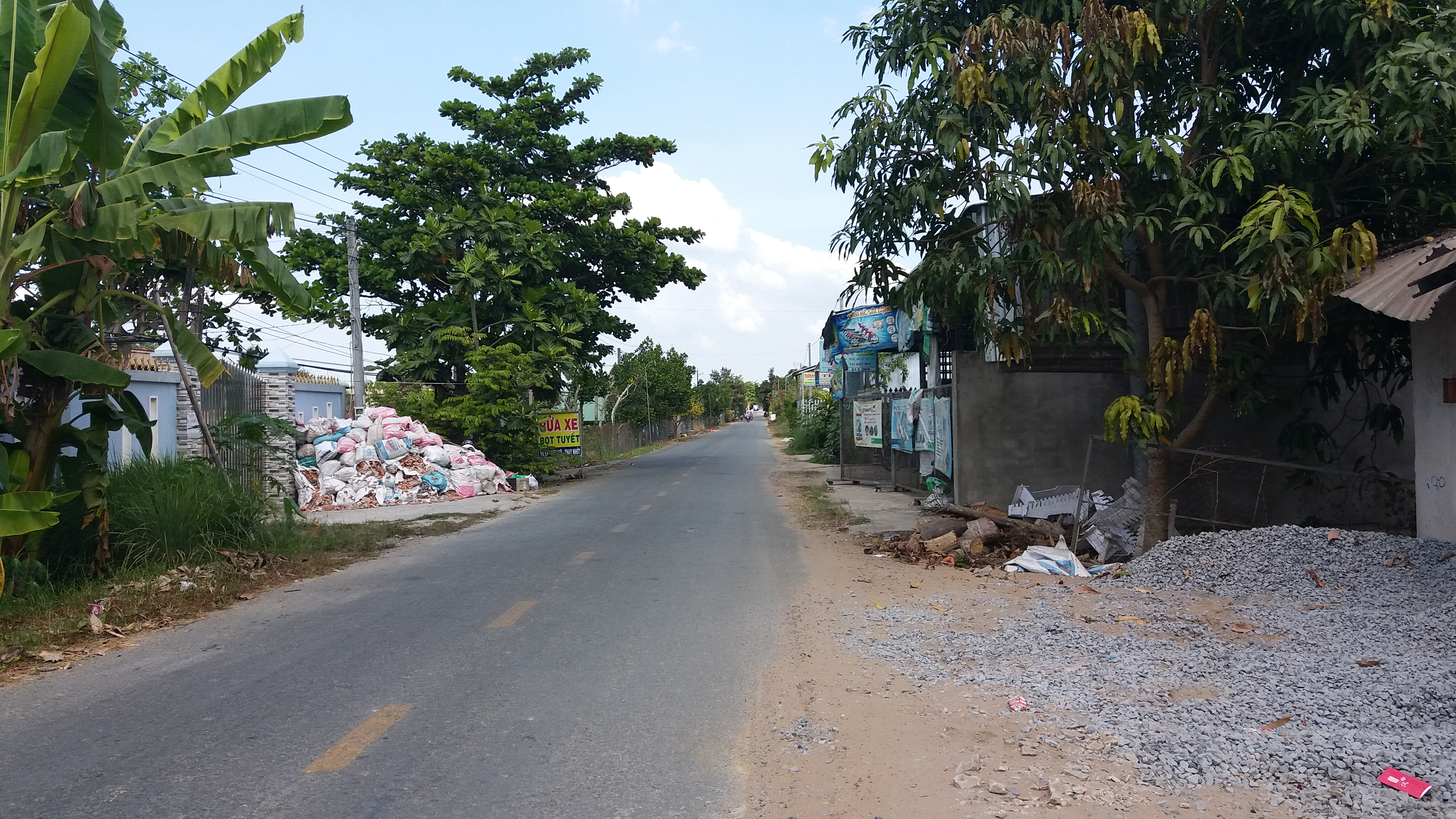
Huyện lộ 23A.
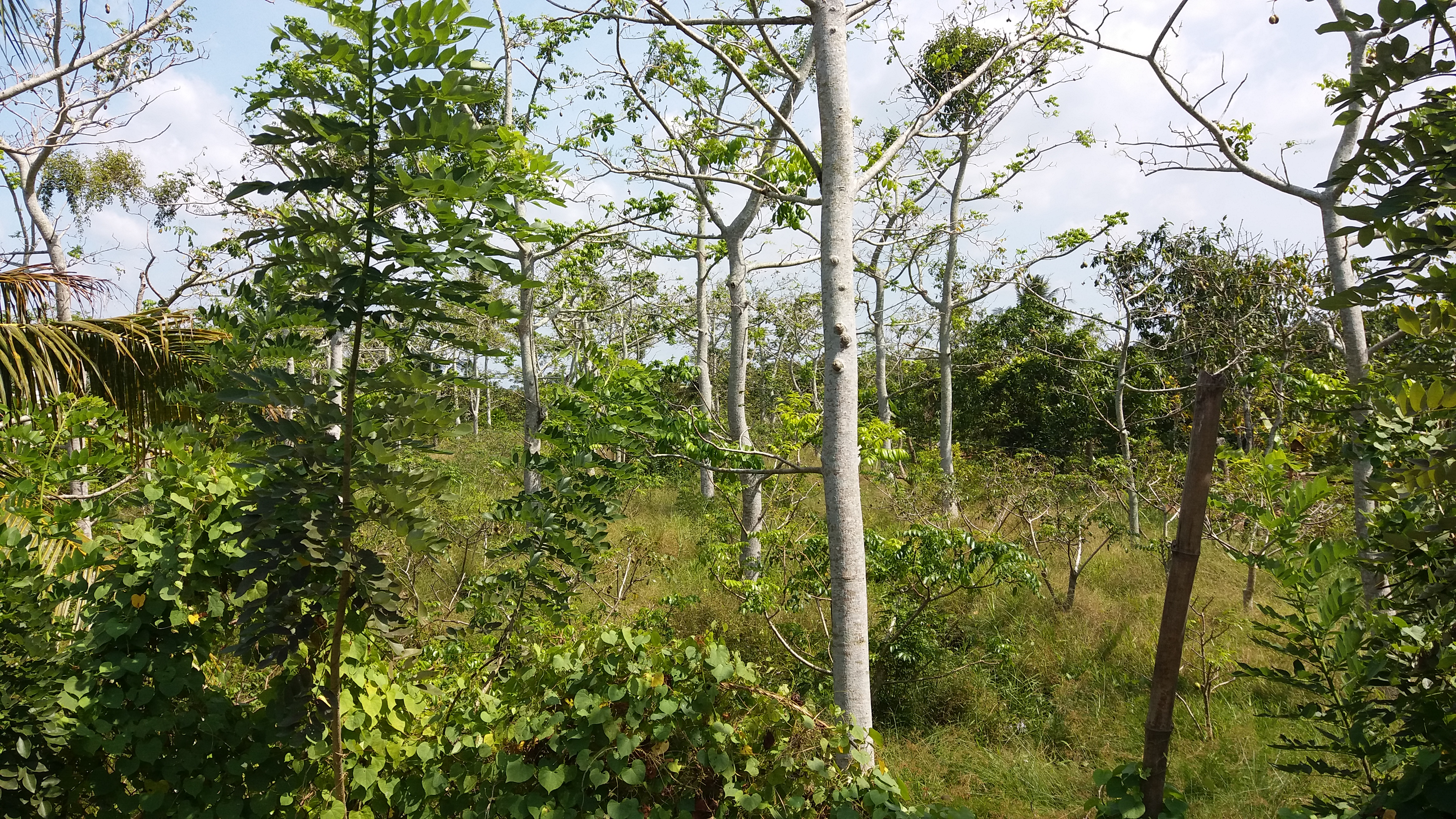
một vườn cóc.
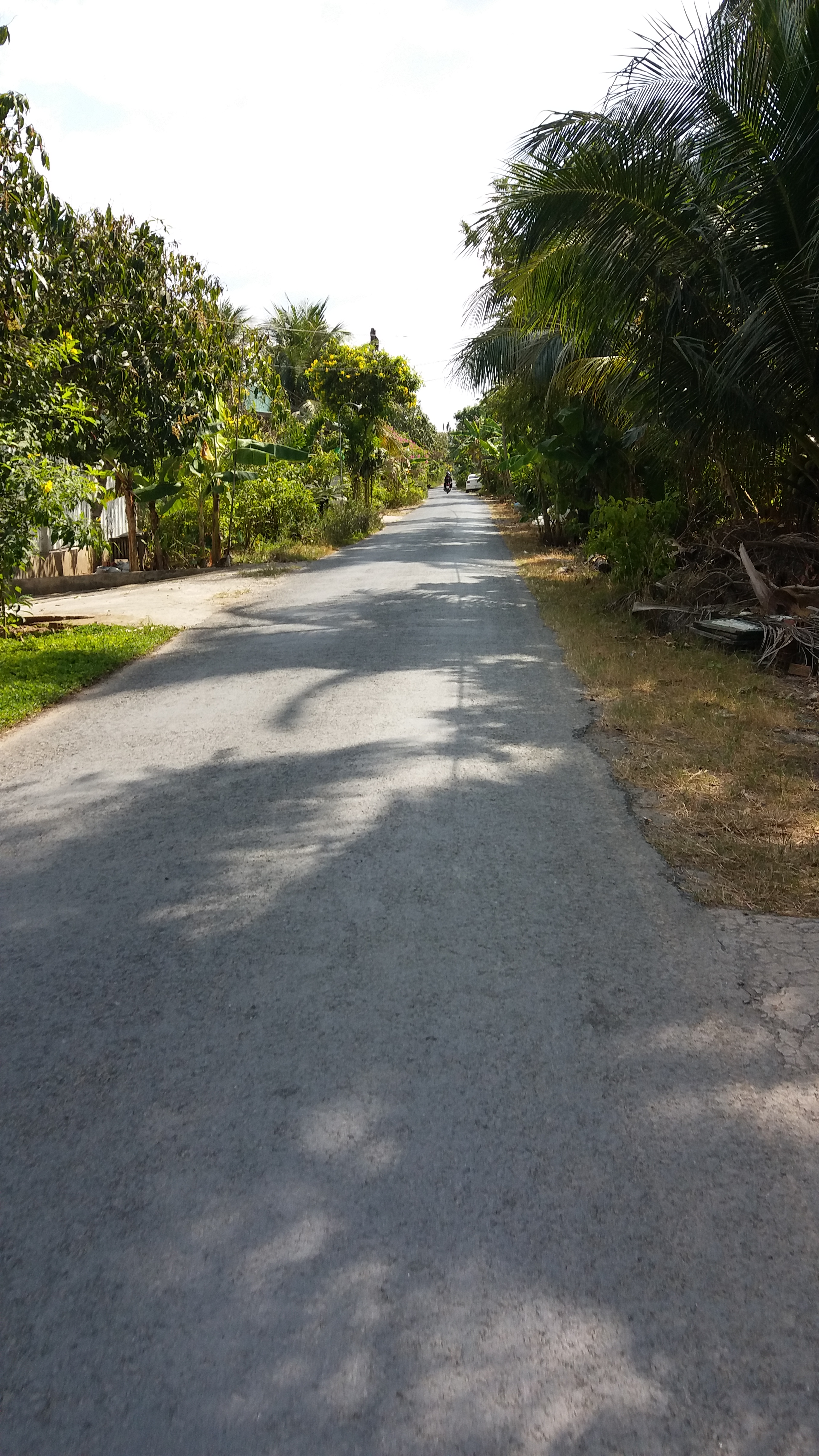
Huyện lộ 75.
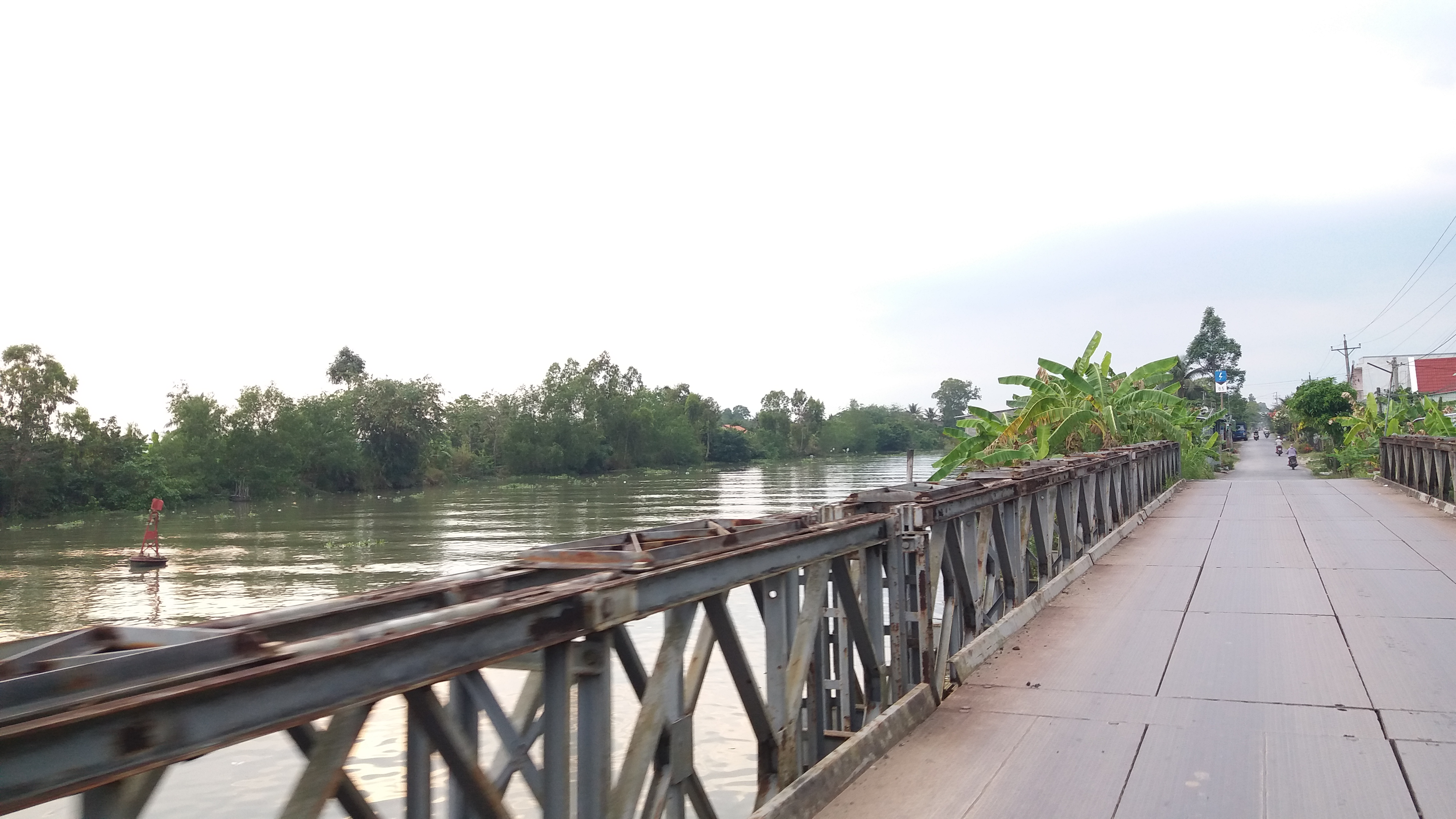
Huyện lộ 863 qua phía bắc xã.
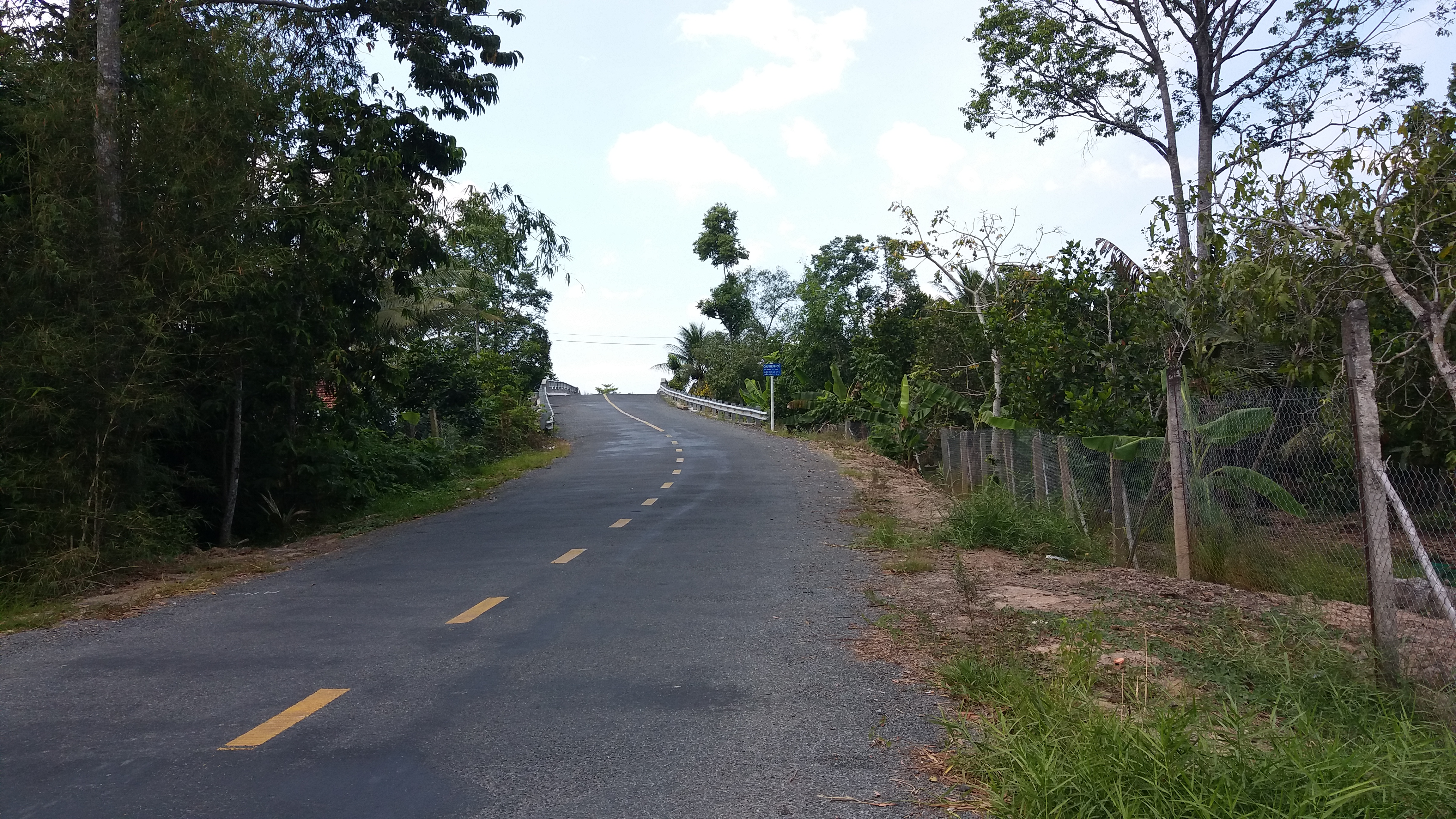
Đường nông thôn xã Hòa Khánh.
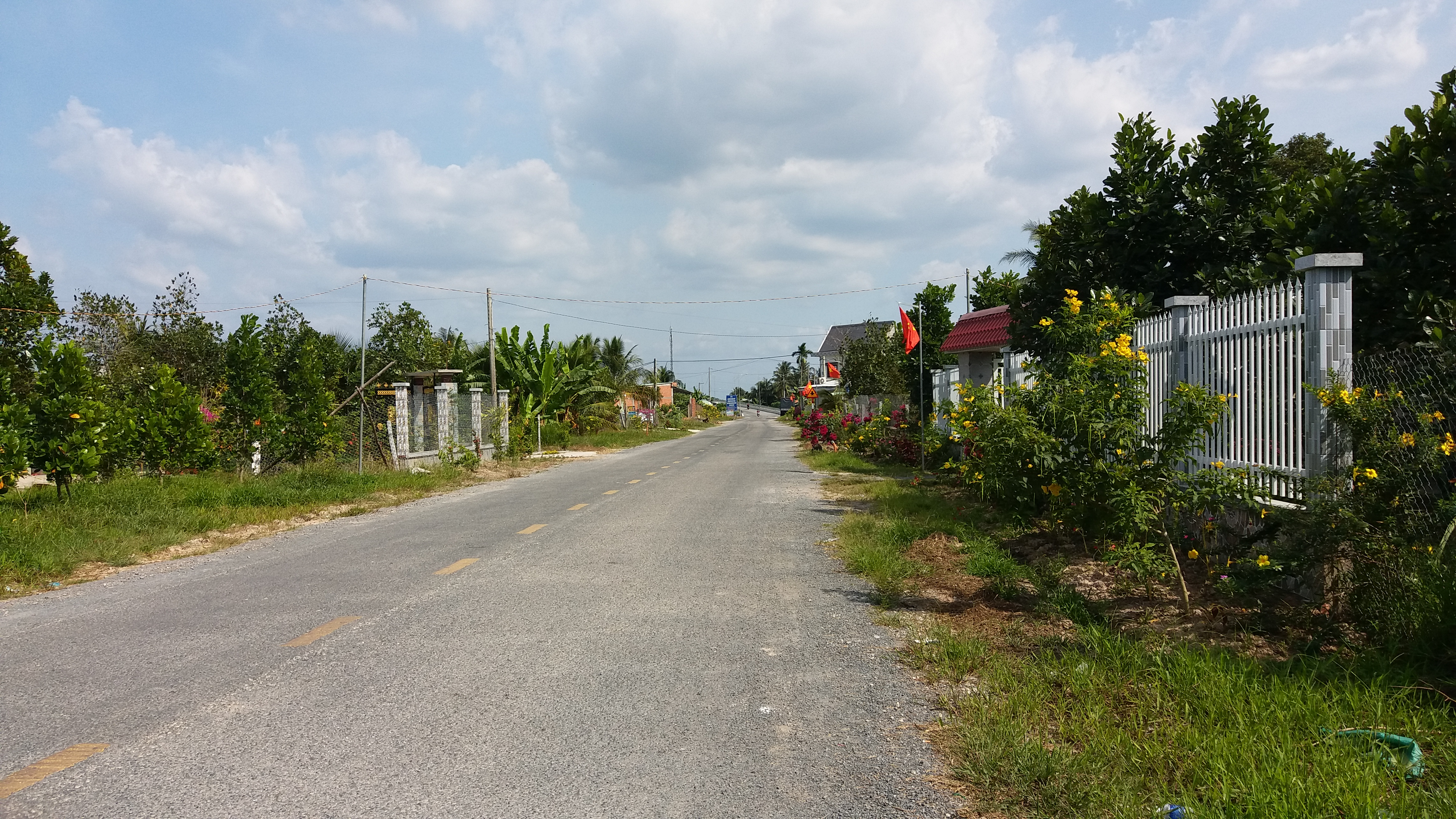